# Ipatowo
Ipatowo (russisch Ипатово) ist eine Stadt in der Region Stawropol (Russland) mit 26.053 Einwohnern (Stand 14. Oktober 2010).

## Geografie
Die Stadt liegt im nördlichen Kaukasusvorland etwa 120 km nordöstlich der Regionshauptstadt Stawropol am Kalaus, einem linken Nebenfluss des Manytsch.
Ipatowo ist Verwaltungszentrum des gleichnamigen Rajons.
Die Stadt liegt an der auf diesem Abschnitt 1930 eröffneten Eisenbahnstrecke Kropotkin (Station Kawkasskaja)–Swetlograd–Elista.

## Geschichte
Der Ort wurde 1860 von Umsiedlern aus den Gouvernements Woronesch, Poltawa und Charkow als Dorf Tschemrek gegründet, vermutlich nach einem früheren Nogaierfürsten benannt. Später siedelten sich auch aus dem Osmanischen Reich zurückgekehrte nogaiische Familien an.
1880 wurde das Dorf in Winodelnoje umbenannt, was sich auf das Vorhandensein größerer staatlicher Weinkeller im Ort bezieht (russisch winodel für Winzer).
Im August 1935 erfolgte die erneute Umbenennung in Ipatowo nach dem hier im Russischen Bürgerkrieg 1918 ums Leben gekommenen Rotarmisten Pjotr Ipatow (1887–1918).
Am 3. Dezember 1979 wurde das Stadtrecht verliehen.

### Bevölkerungsentwicklung
| Jahr | Einwohner |
| ---- | --------- |
| 1939 | 12.383    |
| 1959 | 13.670    |
| 1970 | 18.527    |
| 1979 | 22.024    |
| 1989 | 26.425    |
| 2002 | 28.594    |
| 2010 | 26.053    |

Anmerkung: Volkszählungsdaten

## Kultur und Sehenswürdigkeiten
Die Stadt besitzt ein Heimatmuseum.

## Wirtschaft
In Ipatowo gibt es Betriebe der Lebensmittelindustrie sowie der Baumaterialienwirtschaft. Im Rajon wird Erdgas gefördert.